# نیرجا بهانوت
نیرجا بهانوت (هندی: नीरजा भनोट؛ ‏ ۷ سپتامبر ۱۹۶۳ – ۵ سپتامبر ۱۹۸۶) صندوقدار و متصدی بلیط و امور مالی هواپیما و مدل پیشین اهل هند بود. وی در ۵ سپتامبر ۱۹۸۶، تعداد زیادی از مسافران پرواز شماره ۷۳ پان‌آم را که هواپیمایشان توسط چهار تروریست فلسطینی از سازمان أبو نضال پس از توقف در فرودگاه بین‌المللی جناح در کراچی پاکستان ربوده شده بودند، نجات داد. حدود ۱۷ ساعت پس از درگیری، پس از اینکه در خروجی اضطراری را باز کرد و به مسافران کمک کرد تا از هواپیما فرار کنند، نیرجا مورد اصابت گلوله هواپیماربایان قرار گرفت و کشته شد. اندکی پس از آن، گروه خدمات ویژه ارتش پاکستان به هواپیما حمله کرد و همه هواپیماربایان را دستگیر کرد.
پس از مرگ، بهانوت اولین زن دریافت‌کننده و تا سال ۲۰۰۳، جوان‌ترین دریافت‌کننده چاکرای آشوکا، بالاترین نشان شجاعت دوران صلح هند شد. او همچنین جایزه تمغا پاکستان، چهارمین جایزه عالی غیرنظامی پاکستان را به اضافه چندین جایزه از ایالات متحده آمریکا دریافت کرد. زندگی و اقدامات بشردوستانه او الهام بخش فیلم زندگی‌نامه‌ای هندی نیرجا در سال ۲۰۱۶ به کارگردانی رام مادهاوانی و بازیگری سونام کاپور بود.

## اوایل زندگی و خانواده
نیرجا بهانوت در ۷ سپتامبر ۱۹۶۳ در چندی‌گر هند در یک خانواده برهمین هندو پنجابی از قبیله بهانوت متولد شد. او دختر هاریش بانوت، روزنامه‌نگار ساکن بمبئی و راما بهانوت بود. او دو برادر به نام‌های آکهیل و آنیش بهانوت داشت. او تحصیلات اولیه خود را در مدرسه متوسطه قلب مقدس در چندی‌گر گذراند. هنگامی که خانواده به بمبئی نقل مکان کردند، او تحصیلات خود را در مدرسه اسکاتلندی بمبئی ادامه داد و سپس از کالج سنت اگزیویر بمبئی فارغ‌التحصیل شد. در بمبئی بود که زیبایی ظاهری او برای اولین بار برای مدلینگ کشف شد و حرفه مدلینگ او را آغاز کرد. او یکی از طرفداران بزرگ بازیگر راجش خانا بود و در طول زندگی اش به نقل قول‌هایی از فیلم‌های او اشاره می‌کرد.
پدرش، هاریش بانوت، بیش از ۳۰ سال به عنوان روزنامه‌نگار با هندوستان تایمز کار کرد و در روز سال نو در سال ۲۰۰۸ در چندی‌گر در سن ۸۶ سالگی درگذشت. مادرش در ۵ دسامبر ۲۰۱۵ در سن ۸۶ سالگی درگذشت.

## حرفه
نیرجا بهانوت برای شغل مهمانداری هواپیما برای پان امریکن ورلد ایرویز درخواست داد، زمانی که این شرکت در سال ۱۹۸۵ تصمیم گرفت یک خدمه کابین تماماً هندی برای مسیرهای پروازی فرانکفورت به هند داشته باشد. پس از انتخاب، او برای آموزش به عنوان مهماندار هواپیما به میامی، فلوریدا رفت، اما به عنوان یک صندوقدار و متصدی بلیط و امور مالی تعلیم دید و به هند برگشت.

## هواپیماربایی
نیرجا بهانوت مأمور ارشد پرواز شماره ۷۳ پان‌آم بود، یک بوئینگ ۷۴۷–۱۲۱ که از بمبئی به نیویورک از طریق کراچی و فرانکفورت پرواز می‌کرد، که توسط چهار تروریست فلسطینی در ۵ سپتامبر ۱۹۸۶ ربوده شد. این هواپیما حامل ۳۸۰ مسافر و ۱۳ خدمه بود. تروریست‌ها می‌خواستند با هدف آزادی زندانیان پاکستانی در قبرس، به این کشور بروند. بهانوت توانست به محض سوار شدن هواپیماربایان به خدمه کابین خلبان هشدار دهد و زمانی که هواپیما هنوز در صحن فرودگاه قرار داشت، خدمه سه نفره کابین شامل خلبان اصلی، کمک خلبان و مهندس پرواز از طریق دریچه بالای سر در کابین خلبان از هواپیما فرار کردند. بهانوت به عنوان ارشدترین خدمه کابین، مسئولیت وضعیت داخل هواپیما را بر عهده گرفت.
هواپیماربایان بخشی از سازمان ابونضال، یک سازمان تروریستی فلسطینی تحت حمایت لیبی بودند. آنها آمریکایی‌ها و دارایی‌های آمریکا را هدف قرار می‌دادند. در همان دقایق اولیه هواپیماربایی، یک شهروند هندی-آمریکایی را شناسایی کردند، او را به سمت خروجی کشاندند و با شلیک گلوله کشته شدند و جسدش را از هواپیما به پایین انداختند. تروریست‌ها سپس به بهانوت دستور دادند تا پاسپورت همه مسافران را جمع‌آوری کند تا بتوانند سایر آمریکایی‌های حاضر در هواپیما را شناسایی کنند. او و سایر خدمه تحت مسئولیتش گذرنامه‌های ۴۳ آمریکایی باقی مانده در هواپیما را مخفی کردند، برخی در زیر صندلی و بقیه در یک سطل زباله تا هواپیماربایان نتوانند بین مسافران آمریکایی و غیر آمریکایی تفاوت قائل شوند.
پس از ۱۷ ساعت، هواپیماربایان شروع به تیراندازی نموده و بمب‌های کوچکی را منفجر کردند. بهانوت یکی از درهای هواپیما را باز کرد و با وجود اینکه می‌توانست اولین کسی باشد که از هواپیما بیرون پریده و فرار کند، این کار را نکرد و در عوض شروع به کمک به سایر مسافران کرد. به گفته یکی از مسافران زنده‌مانده، «او مسافران را به سمت خروجی اضطراری راهنمایی می‌کرد. در آن زمان بود که تروریست‌ها از ترس حمله کماندویی مدام تیراندازی می‌کردند. آنها نیرجا را دیدند که بی‌وقفه تلاش می‌کرد تا به سه کودک بی‌همراه کمک کند و در آن زمان بود که موهایش را گرفتند و درجا به او شلیک کردند.» یک کودک در هواپیما که در آن زمان هفت ساله بود، کاپیتان یک شرکت هواپیمایی بزرگ شد و اظهار داشت که بهانوت الهام‌بخش او بوده است و هر روز از زندگی‌اش را مدیون اوست. او در سطح بین‌المللی به‌عنوان «قهرمان هواپیماربایی» شناخته شد و جوان‌ترین دریافت‌کننده جایزه آشوکا چاکرا، معتبرترین جایزه شجاعت هند در دوران صلح شد.
بهانوت علاوه بر نجات جان بسیاری از گروگان‌ها، به جلوگیری از بلند شدن هواپیما از زمین نیز کمک کرد. او پس از مرگش جوایز متعددی را برای شجاعت خود از دولت ایالات متحده آمریکا و نشان تمغای پاکستان را دریافت کرد، جایزه ای که برای نشان دادن مهربانی بزرگ انسانی اعطا شد.

## میراث
برای شجاعت او، دولت هند پس از مرگ بهانوت جایزه آشوکا چاکرا را اعطا کرد که بالاترین جایزه شجاعت هند برای شجاعت در برابر دشمن در زمان صلح است. او جوانترین دریافت کننده در آن زمان و اولین زن دریافت کننده این جایزه بود. در سال ۲۰۰۴، خدمات پستی هند تمبری به یاد او منتشر کرد.
پس از مرگ او، خانواده او از درآمد بیمه، «صندوق نیرجا بهانوت» را تأسیس کردند. این صندوق هر سال دو جایزه اعطا می‌کند: یکی برای یک خدمه پرواز، در سراسر جهان، که فراتر از وظیفه عمل می‌کند، و دیگری، جایزه نیرجا بهانوت، به یک زن هندی که وقتی با بی عدالتی اجتماعی مواجه شد، شجاعانه با این وضعیت روبرو شود و به زنان دیگری که در مشکلات اجتماعی مشابهی گرفتار بودند، کمک کرده باشد. این جایزه شامل مبلغ ۱۵۰٬۰۰۰ روپیه هند (تقریباً ۲٬۰۰۰ دلار آمریکا) یک جایزه و یک تقدیرنامه است.
برادر بهانوت، آنیش، در سال ۲۰۰۵ به واشینگتن، دی.سی. رفت تا «جایزه عدالت برای جنایات» را که پس از مرگش در حاشیهٔ برگزاری «هفته سالانه حقوق جرم و جنایت» در مراسمی در دفتر دادستانی ایالات متحده در ناحیه کلمبیا برگزار شد، دریافت کند. در سال ۲۰۰۶، وزارت دادگستری ایالات متحده آمریکا به او و سایر خدمه پرواز پرواز شماره ۷۳ پان‌آم و مدیر پرواز پان امریکن در پاکستان «جایزه ویژه شجاعت» اعطا کرد.
«بهانوت هاوس» در مدرسه آستری به افتخار او نامگذاری شد.
در ۲ ژوئیه ۲۰۱۶، «جایزه بهارات گوراو» در مراسمی که در مجلس عوام، پارلمان بریتانیا در لندن، انگلستان برگزار شد، به او اعطا شد.
در ۳۰ مه ۲۰۱۸، دانشگاه پنجاب «خوابگاه نیرجا بهانوت» را در محوطه دانشگاه در چندی‌گر افتتاح کرد. این خوابگاه برای بیش از ۳۵۰ دانشجوی دختر محل اقامت دانشجویی فراهم می‌کند.